# Jennifer Westfeldt
Jenni Westfeldt (Guilford, 2 de febrero de 1970) es una actriz, escritora y directora de cine estadounidense. Es conocida por sus apariciones en series como Grey's Anatomy, Judging Amy y Numb3rs. Ha dirigido el corto Ira and Abby y en 2011 Friends with kids.

## Biografía
Westfeldt nació en Guilford, Connecticut hija de the Constance "Connie", una terapeuta, y Patrick McLoskey Westfeldt, un ingeniero eléctrico. Su padre es de ascendencia sueca y su madre de ascendencia judía por lo que ella creció en esa religión. Se graduó en la Universidad de Yale donde pertenecía a un grupo de canto de a cappella, Redhot & Blue.

### Carrera
Después de actuar en Broadway se trasladó a Hollywood donde realizó el casting para un personaje recurrente en "Two Guys, a Girl and a Pizza Place" en la primera temporada. En 2001 actuó en tres episodios de Judging Amy. También ha aparecido en Grey's Anatomy y Numb3rs.
En 2001 también se produjo su salto por primera vez a la pantalla grande, en la adaptación de Joy Fielding sobre la novela See Jane Run. El año siguiente protagonizó Kissing Jessica Stein con Jon Hamm. Por este papel estuvo nominada al Independent Spirit Award.
En 2004, Westfeldt protagonizó junto a Paul Schneider la película How to Lose Your Lover y actuó en Broadway. Por este papel recibió una nominación al Tony Award
Westfeldt escribió, produjo y participó en Ira and Abby, un cortometraje que se estrenó en junio de 2006.
En 2010, tuvo una aparición estelar en la serie 24 en la octava temporada.
En 2011, escribió, produjo y dirigió por primera vez la película Friends with kids, en la que participan Adam Scott, Maya Rudolph, Kristen Wiig, Chris O'Dowd, Megan Fox, Edward Burns y Jon Hamm. La película fue estrenada en EE. UU. en marzo de 2012.

## Vida personal
Westfeldt fue pareja del protagonista de la serie Mad Men Jon Hamm desde 1997 hasta 2015.

## Filmografía
| Año  | Película                    | Papel            | Notas                                              |
| ---- | --------------------------- | ---------------- | -------------------------------------------------- |
| 2023 | Parachute                   | TBA              |                                                    |
| 2016 | Lemon                       | Penelope         | Corto                                              |
| 2016 | 10 Crosby                   | Mujer elegante   | Corto                                              |
| 2011 | Friends with kids           | Julie Keller     | Dirigió, escribió y protagonizó la película        |
| 2009 | Before you say 'I do'       | Jane Gardner     | Película de televisión                             |
| 2006 | Ira & Abby                  | Abby Willoughby  | Corto; dirigió, escribió y protagonizó la película |
| 2005 | Keep your distance          | Melody Carpenter |                                                    |
| 2004 | 50 ways to leave your lover | Val              |                                                    |
| 2001 | Kissing Jessica Stein       | Jessica Stein    |                                                    |
| 2001 | See Jane Run                |                  |                                                    |

| Año       | Serie                              | Rol                      | Notas        |
| --------- | ---------------------------------- | ------------------------ | ------------ |
| 2017-2021 | Younger                            | Pauline                  | 13 episodios |
| 2020      | This is Us                         | Claire                   | 1 episodio   |
| 2019      | Mad about you                      | Donna Lawson             | 1 episodio   |
| 2018      | Queen America                      | Mandi Green              | 3 episodios  |
| 2014      | Girls                              | Annalise Pressler-Goings | 1 episodio   |
| 2012      | Childrens Hospital                 | Jessica Meetcher         | 1 episodio   |
| 2007-2010 | Notes from the underbelly          | Lauren Stone             | 23 episodios |
| 2010      | 24                                 | Meredith Reed            | 6 episodios  |
| 2009      | Grey's Anatomy                     | Jen Harmon               | 3 episodios  |
| 2009      | Private Practice                   | Jen Harmon               | 1 episodio   |
| 2007      | Wainy Days                         | Nora                     | 1 episodio   |
| 2005      | Numb3rs                            | Dra. Karen Fisher        | 1 episodio   |
| 2003      | Hack                               | Emily Carson             | 2 episodios  |
| 1998-2002 | Holding the baby                   | Kelly O'Malley           | 13 episodios |
| 2000      | Judging Amy                        | Leisha Elden             | 3 episodios  |
| 1999      | Snoops                             | Irene Hollis             | 1 episodio   |
| 1998-2001 | Two guys, a girl and a pizza place | Melissa                  | 13 episodios |